# Acontia lactipennis
Acontia lactipennis là một loài bướm đêm trong họ Noctuidae.